# 13th Floor Escalators
13th Floor Escalators är en svensk musikduo bestående av Dregen från Backyard Babies och Nicke Andersson från The Hellacopters. Duon medverkar bland annat på Påtalåtar, en hyllningsskiva till Ola Magnell.